# Feliciano Polli
Feliciano Polli (Narni, 24 febbraio 1946) è un politico italiano, presidente della Provincia di Terni dal 2009 al 2014.

## Carriera politica
Laureatosi nel 1970 in economia e commercio all'Università di Perugia, diventa responsabile amministrativo della Icrot del gruppo Finsider a Taranto e, dal 1977 al 1997, responsabile del controllo di gestione e del settore commerciale presso l'acciaieria di Terni.
Dopo alcune esperienze nel sindacato, dal 1990 al 1995 è componente del consiglio di amministrazione dell'ATC (Azienda Trasporti Consortile) di Terni.
In occasione delle elezioni comunali a Terni del 1993 è eletto consigliere comunale nelle file della Democrazia Cristiana; dal 1995 al 1997 è presidente del Consiglio comunale. Dal 1999 al 2009 è vicesindaco e assessore allo sviluppo economico, innovazione e urbanistica nella giunta di centro-sinistra guidata da Paolo Raffaelli.
Nel 1999 viene nominato nel consiglio di amministrazione del Consorzio per lo sviluppo delle aree industriali di Terni, Narni e Spoleto. Tra il 2004 e il 2008 è anche membro della presidenza Anci nazionale con deleghe relative a ricerca, innovazione e università e nei consigli di amministrazione di Ancitel e Sogei.
Alle elezioni amministrative del 2009 è eletto al primo turno presidente della Provincia di Terni, ottenendo, col sostegno della coalizione di centrosinistra, il 52% dei voti; in consiglio è sostenuto da PD, PRC e Comunisti Italiani (riuniti nella Lista Anticapitalista), Sinistra e Libertà e Italia dei Valori).
Termina l'incarico del 2014; gli succede il Sindaco di Terni Leopoldo Di Girolamo, eletto a suffragio indiretto.